# 김주인
김주인(金周仁, 1916년 2월 15일~2001년 3월 25일)은 대한민국의 기업인, 정치인이다. 대한민국의 제6·7·9·10대 국회의원 및 제7·8대 대한민국헌정회장을 역임했다.

## 경력
조선금융조합연합회 이사, 수출공단사장, 농업은행상임취체역, 한국경제인협회 상근부위원장을 지냈으며, 민주공화당에 입당한 뒤 민주공화당경남제4지구당위원장을 맡았다.
1963년, 제6대 국회의원 선거에서 민주공화당 후보로 경상남도 거제군 지역구에 출마하여 당선된 뒤 국회에서 국회농림위원장·예결위원장(7·9대)을 지냈다.
그외에 민주공화당 정책위부의장·정책연구실장·경남도당 당무협의회위원장, 한일협력위사무총장, 유정회부의장을 맡았으며, 1991년부터 1994년까지 대한민국헌정회 제7대, 8대 회장을 역임했다.

## 역대 선거 결과
|  | 41.76% |

|  | 61.01% |

|  | 37.81% |

|  | 0% |